# Lorenzo de Pierfrancesco de Médici
Lorenzo de Pierfrancesco de Médici (Florencia, 4 de agosto de 1463-ibidem, 20 de mayo de 1503), conocido como Il Popolano (El Populista), fue miembro de la familia Médici de Florencia, hijo de Pierfrancesco de Lorenzo de Medici y primo de Lorenzo el Magnífico.

## Biografía

### Educación y juventud
Hijo de Pierfrancesco de Medici y de Laudomia Acciaiuoli. Quedó huérfano a los 13 años en 1476 y fue entregado junto con su hermano, Juan, a la tutela de su primo mayor, Lorenzo el Magnífico, quien a la época ya era señor de Florencia. Lorenzo los recibió en su casa y los educó junto a sus propios hijos en un culto ambiente, con maestros de gran prestigio como el poeta Naldo Naldi, el filósofo Marsilio Ficino y el escritor Angelo Poliziano.
Ficino le escribió algunas cartas durante este período, llamándolo Laurentius minor, en las que le entregaba preciosos consejos, advertencias éticas y otros principios formativos. Poliziano le regaló, por su parte, algunos libros y le dedicó obras.
Lorenzo se interesó en la poesía y escribió algunas composiciones en dialecto florentino (volgare), más adelante se convertiría en un protector de artistas y escritores, además de un eficiente hombre del negocio bancario de la familia. Su inclusión en Arti del Cambio (1480) y Arti di Calimala (1485) fue en conjunto con su hermano, Juan, y sólo él fue admitido en Arti della Seta (1497). A los diecisiete años ya era miembro de la Balia y en 1483 fue enviado como embajador a Francia, donde asistió a la coronación de Carlos VIII.

### Protector de Botticelli
En la ciudad, Lorenzo vivía en una casa contigua al Palacio Medici Riccardi, donde instaló una gran colección de raros libros y pinturas valiosas, entre las que se destacan obras de Sandro Botticelli tales como La primavera y Palas y el Centauro, que figuran en el catálogo inventariado en 1498, 1503 y 1516. Antiguamente también se le adjudicaba el encargo de El nacimiento de Venus, por un comentario del historiador Giorgio Vasari, quien afirmaba haberlo visto en la Villa di Castello, pero no existen pruebas documentales de tal hecho.
En La primavera, Lorenzo probablemente está retratado como Mercurio, mientras su esposa, Semiramide, podría ser la Gracia central que lo mira y a la que Eros está a punto de disparar su flecha. Según otros estudios, estos personajes serían en cambio Juliano de Médici, quien fuera asesinado en la conspiración de los Pazzi de 1478, y su amada Simonetta Vespucci. Esta última hipótesis resulta más verosímil ya que esta obra fue realizada por Botticelli cuando Lorenzo tenía solamente 15 años y difícilmente habría estado ya casado a esa edad, siendo que Juliano fuera asesinado el mismo año en que se pintó el cuadro. El Palas, en cambio, al parecer fue comisionada en ocasión de las nupcias de Lorenzo en 1482 o para las de su hermano Juan con Luisa de Médici (matrimonio que no se llevó a cabo a causa de la prematura muerte de la novia). 
También pertenecían a Lorenzo la Villa Trebbio, dejada en herencia de Juan de Bicci a su abuelo, Lorenzo el Viejo, y la Villa di Castello, adquirida en 1477.

### Ruptura con Lorenzo el Magnífico
La relación del Magnífico con sus primos menores tuvo un fuerte deterioro tras el año 1478 por motivos económicos cuando Lorenzo, el mayor, rehusó entregar a los hermanos la herencia dejada por su padre cuando ellos cumplieron la mayoría de edad.  De hecho, había gastado el patrimonio al hacerle frente a una crisis financiera del banco de la familia. Los hermanos necesitaban liquidez para pagar las deudas contraídas con el fisco, y a causa de las cuales el 1 de octubre de 1484 fueron eliminados de las listas de postulantes al Consejo de Florencia.
La crisis se superó en 1485 tras el arbitraje de la magistratura, que resolvió sin contar con ninguna de las partes que los hermanos no recibirían el dinero pero en compensación se les entregó la Villa de Cafaggiolo y otras propiedades del Mugello.

### La expulsión de los Médici
La paz con el ramo principal de la familia pareció restablecida por lo menos hasta la muerte de Lorenzo el Magnífico en 1492, cuando Lorenzo el menor se lanzó en contra del hijo del fallecido, Pedro, al representar al más importante de los exponentes de la oposición al gobierno de los Médici. En mayo de 1494, él y su hermano Juan fueron exiliados de la ciudad, pero se unieron al ejército de Carlos VIII de Francia y expulsaron a Pedro de Florencia. Hicieron un retorno triunfal ese mismo año y se hicieron llamar en adelante Los Populistas, para distinguirse de la rama opresora del resto de la familia y remarcar su fidelidad al nuevo gobierno republicano. 
Lorenzo se convirtió así en uno de los 20 Acopladores, que tenían la tarea de reformar el sistema administrativo, para permitir su nombramiento se redujo la edad mínima de 40 años, y su figura asume una importancia tal que fue visto por muchos como el heredero de la primacía cultural del Magnífico.

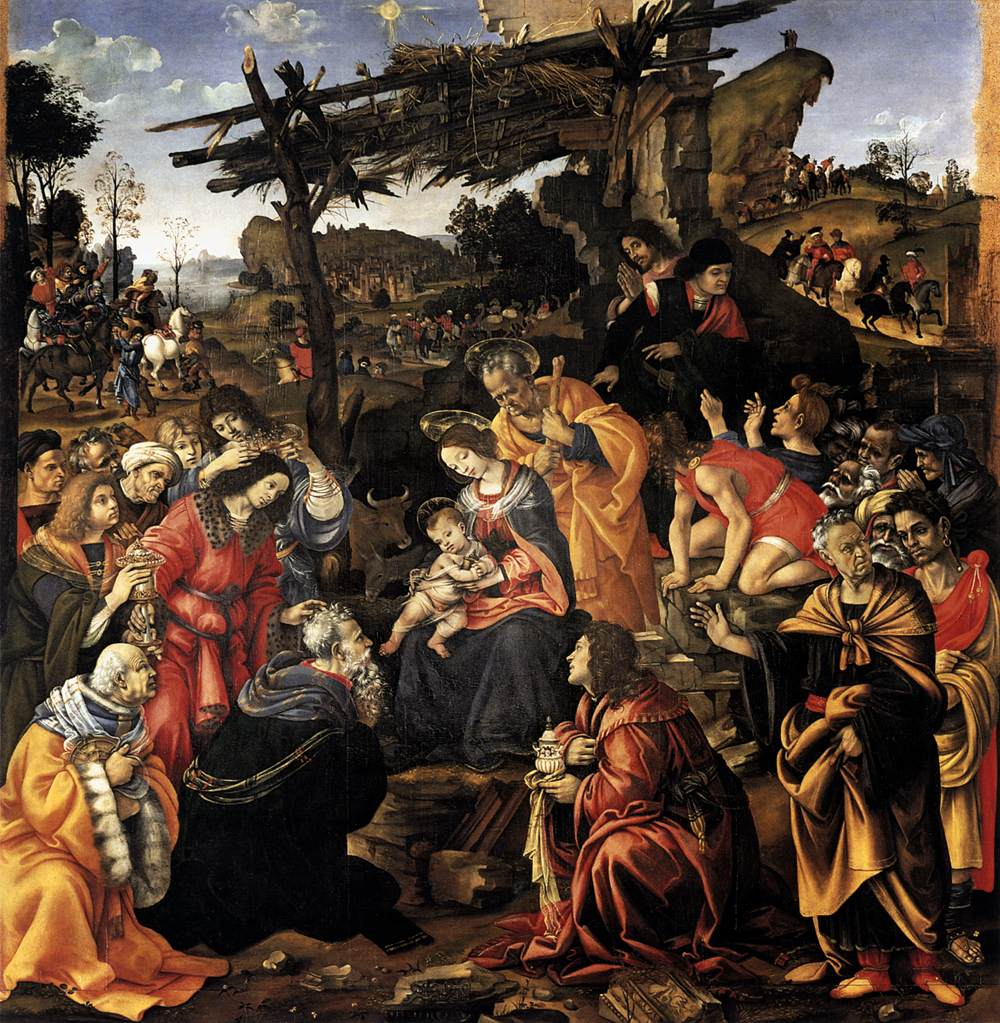
Adoración de los Magos, de Filippino Lippi, Uffizi. Los personajes a la izquierda han sido individualizados como Pierfrancesco el Viejo (arrodillado) y sus hijos Lorenzo (la figura a la que un paje quita la corona) y Juan (el hombre con el cáliz).

### Mecenazgo
De esta forma se dio inicio a un período de actividades económicas, protección a artistas como Sandro Botticelli y Miguel Ángel Buonarroti, y a escritores como Alessandro Braccesi y Bartolomeo Scala, quienes le dedicaron algunas de sus obras. En 1494 fundó una manufactura de cerámica que más tarde trasladó a Cafaggiolo, y en 1496 escribió las cartas de presentación para Miguel Ángel cuando éste partió a Roma por primera vez y fue acogido por los banqueros florentinos que residían allí.
Para él, Miguel Ángel esculpió un año antes un San Juanito que hoy se encuentra perdido o no individualizado. A Botticelli le comisionó nueve frescos para sus villas (en Tebbio en 1495 y en Castello en 1497) los que se han perdido por completo. 
Por otra parte, patrocinó al explorador florentino Américo Vespucio, quien le escribió algunas cartas sobre sus aventuras en el Nuevo Mundo.
En 1496, Filippo Lippi retrató a Lorenzo, a su hermano Juan y a su padre Pierfrancesco como los Reyes Magos en el cuadro La Adoración de los Magos, que hoy se encuentra en los Uffizi.

### Madurez
Mientras tanto, Florencia se sumergía en el extremismo de Savonarola, el nuevo gobernador quien tenía una pésima opinión de los principales exponentes de las familias aristocráticas; es por esto que Lorenzo viajó muy seguido, principalmente a Flandes y se quedó por largos períodos en su villa de Trebbio. Al volver a Florencia tras la muerte de su hermano Juan en 1498, fue enviado como embajador del nuevo rey de Francia, Luis XII, para rendir cuentas sobre la conquista de Bibbiena, donde las fuerzas republicanas derrotaron a los aliados de Pedro de Médici y de su hermano, Juliano.
En los años sucesivos, tras la muerte de Savonarola en 1498, se estudió la posibilidad de entregarle el gobierno de la república de la ciudad como había sido anteriormente en los años de gloria de Lorenzo el Magnífico, pero estas negociaciones fueron interrumpidas en 1501 cuando sobre la figura de Lorenzo cayó la sospecha de apoyar a César Borgia en una eventual conquista de Florencia. 
No fue condenado y murió a los pocos años en 1503.

## Descendencia
Del matrimonio con Semiramide Appiano nacieron 5 hijos:
- Pierfrancesco (1487-1525).
- Avelardo (1488-1495).
- Laudomia, casada con Francesco Salviati.
- Ginebra, casada con Juan de Albizi.
- Vicente.